# Іригація
Ірига́ція або зро́шування (лат. irrigatio від irrigo — «зрошую», «поливаю») — підведення води на полях, що відчувають нестачу вологи, і збільшення її запасів у шарі ґрунту, де знаходяться коріння рослин, з метою збільшення родючості ґрунту. Іригація є одним з видів меліорації. Зрошування покращує постачання корінню рослин вологи і живильних речовин, знижує температуру приземного шару повітря і збільшує його вологість.

## Історія
Перша стародавня гребля віком 5,1 тис. років з водосховищем і водоскидом в Китаї була визнана найбільш ранньою з відомих іригаційних споруд. Вона була побудована на притоці річки Цінмуданхе, а пізніше розширена як у висоту, так і в ширину. Ця гребля мала висоту 2 м та довжину 180 м. На схід від неї знаходилося водосховище, а на захід — зрошувана зона площею 8,5 га, на якій, як з'ясувалося, було рисове поле. Гребля «Сюнцзялін» є частиною руїн «Цюйцзялін», які розташовані у місті Цзінмень провінції Хубей в Центральному Китаї.

### Корея
1441 року в Кореї Чан Йон Сіль, корейський інженер династії Чосон, під активним керівництвом короля Седжона Великого винайшов перший у світі опадомір, uryanggye (кор.: хангиль: 우량계). Він був встановлений на іригаційних резервуарах як частина загальнонаціональної системи вимірювання та збору опадів для використання в сільському господарстві. За допомогою цього приладу проєктувальники та фермери змогли більш ефективно використовувати інформацію, зібрану в ході.

### Північна Америка
Найдавніша система сільськогосподарських зрошувальних каналів, відома на території сучасних Сполучених Штатів, датується періодом між 1200 і 800 роками до нашої ери й була виявлена компанією Desert Archaeology, Inc. у Марані, штат Арізона (поруч з Тусоном) у 2009 р. Система зрошувальних каналів передувала культурі Хохокам на дві тисячі років і належить до неідентифікованої культури. У Північній Америці хохокам були єдиною культурою, яка покладалася на зрошувальні канали для поливу своїх культур, і їхні іригаційні системи підтримували найбільше населення на південному заході до 1300 року нашої ери. Хохокам будували різні прості канали в поєднанні з греблями для різних сільськогосподарських потреб. Між 7-м і 14-м століттями вони побудували й підтримували розгалужені іригаційні мережі вздовж нижньої течії річок Салт і середньої Гіли, які за складністю не поступалися системам, що використовувалися на стародавньому Близькому Сході, в Єгипті та Китаї. Вони будували їх за допомогою відносно простих землерийних інструментів, без використання передових інженерних технологій, і досягали перепаду в кілька футів на милю, балансуючи між ерозією і замуленням. Хохокам вирощували бавовну, тютюн, кукурудзу, боби та кабачки, а також збирали різноманітні дикорослі рослини. Наприкінці Хохокамської епохи вони використовували екстенсивні системи сухого землеробства, в основному для вирощування агави на їжу та волокно. Їхнє покладання на сільськогосподарські стратегії, засновані на зрошенні каналами, життєво важливі в їхньому не надто гостинному пустельному середовищі та посушливому кліматі, забезпечило основу для об'єднання сільського населення в стабільні міські центри.

### Південна Америка
Найстаріші відомі зрошувальні канали в Америці знаходяться в пустелі на півночі Перу в долині Занья поблизу селища Нанчок. За радіовуглецевим аналізом канали датуються щонайменше 3400 роком до нашої ери, а можливо, 4700 роком до нашої ери. У той час канали зрошували такі культури, як арахіс, кабачки, маніоку, веноподи, родич кіноа, а пізніше кукурудзу.

### Радянська Середня Азія
Коли більшовики завоювали Середню Азію в 1917 році, місцеві казахи, узбеки та туркмени використовували мінімальне зрошення. Слов'янські іммігранти, яких витіснив царський уряд привезли свої методи зрошення, зокрема водяні колеса, використання рисових полів для відновлення засоленої землі та підземні зрошувальні канали. Росіяни відкидали ці методи як грубі та неефективні. Попри це, царські чиновники підтримували ці системи до кінця XIX століття, не маючи інших рішень.
Перед тим, як завоювати цю територію, російський уряд прийняв американську пропозицію 1911 року направити до Середньої Азії експертів-гідротехніків для дослідження потенціалу масштабного зрошення. Декрет Леніна 1918 року заохочував розвиток іригації в регіоні, який розпочався в 1930-х роках. Після цього Сталін та інші радянські лідери надали пріоритет масштабним, амбітним гідротехнічним проєктам, особливо вздовж річки Волги. Радянський поштовх до іригації випливав, головним чином, зі страху перед американською бавовняною монополією наприкінці XIX століття і подальшого бажання досягти самодостатності у виробництві бавовни. У XIX столітті вони розбудували свою текстильну промисловість, що вимагало збільшення виробництва бавовни та зрошення, оскільки регіон не отримував достатньої кількості опадів для підтримки вирощування бавовни.
Радянський Союз побудував греблі на річках Дон і Кубань для зрошення, перекривши потік прісної води з Азовського моря та зробивши його набагато солонішим. Виснаження і засолення зачепило й інші райони іригаційного проєкту. У 1950-х роках радянські чиновники також почали відводити Сирдар'ю та Амудар'ю, які живили Аральське море. До відведення річки постачали в Аральське море 55 кубічних кілометрів води на рік, а після — тільки 6 кубічних кілометрів. Через скорочення притоку Аральське море вкрило менше половини свого первісного морського дна, що зробило клімат регіону екстремальнішим і призвело до засолення повітря, знизивши врожайність прилеглих сільськогосподарських культур.
До 1975 року СРСР використовував у вісім разів більше води, ніж у 1913 році, переважно для зрошення. Наприкінці 1980-х років масштаби іригації в СРСР почали зменшуватися, і кількість зрошуваних гектарів у Середній Азії сягнула 7 мільйонів. У 1986 році Михайло Горбачов знищив запропонований план розвороту Обі та Єнісею для зрошення, а розпад СРСР у 1991 році поклав край радянським інвестиціям у зрошення бавовнику в Середній Азії.

## Способи
До основних способів зрошування відноситься:
- традиційне зрошування — поливання по борознах водою, що подається насосом або зі зрошувального каналу;
- дощування — розбризкуванням води зі спеціально прокладених труб;
- аерозольне зрошування — зрошування найдрібнішими краплями води для регулювання температури і вологості приземного шару атмосфери;
- підґрунтове зрошування — зрошування земель шляхом подачі води безпосередньо до зони ґрунту, де знаходиться коріння рослин;
- лиманове зрошування — глибоке одноразове весняне зволоження ґрунту водами місцевого стоку.

Види зрошування
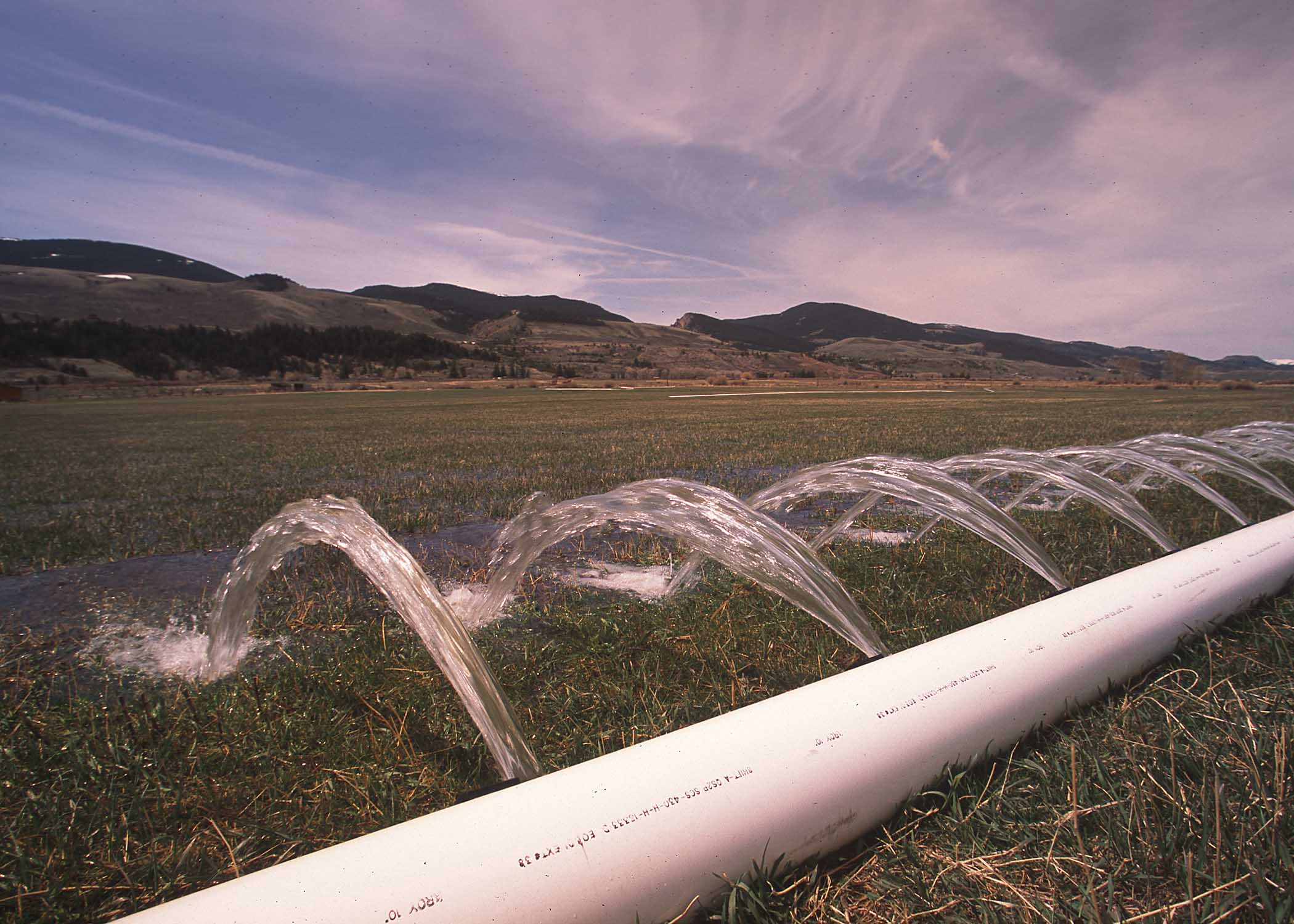
Традиційне
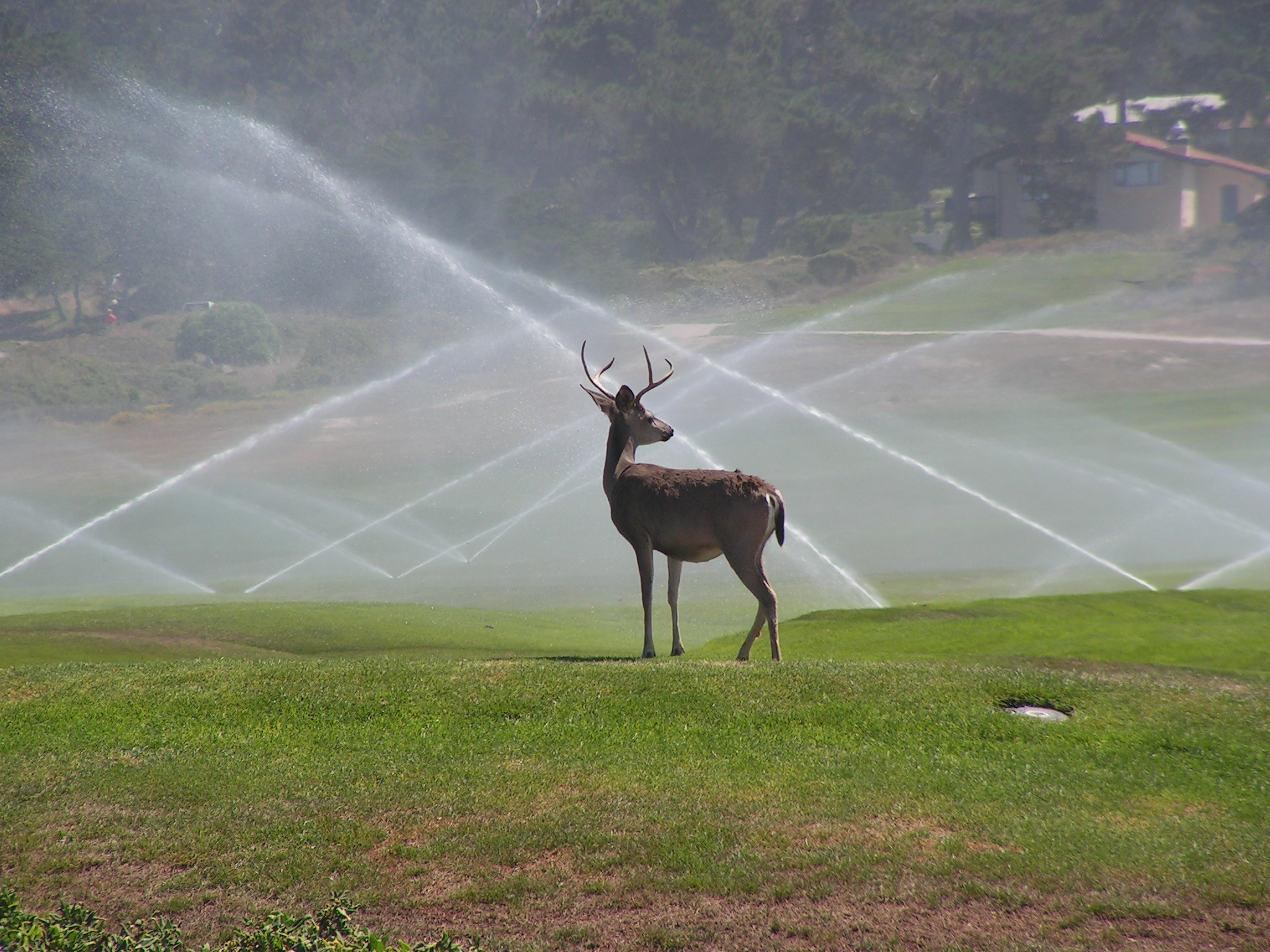
Дощування
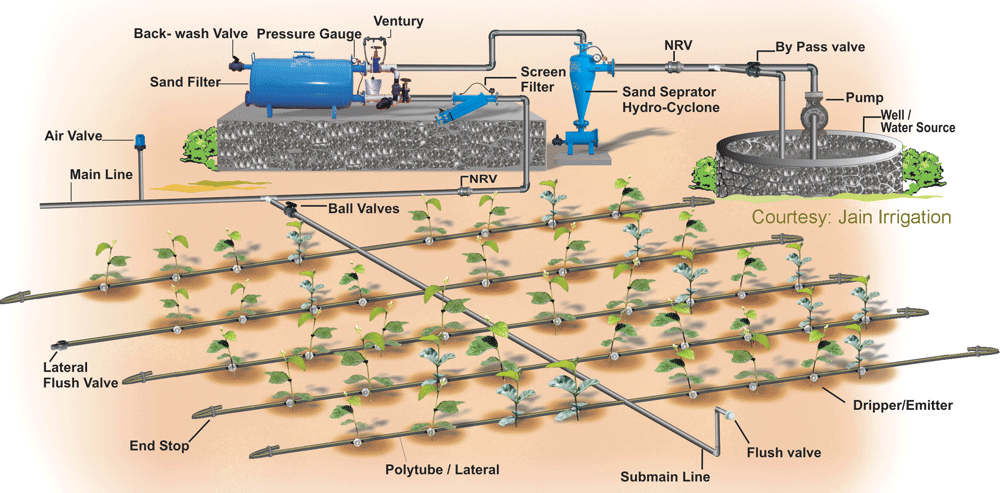
Аерозольне
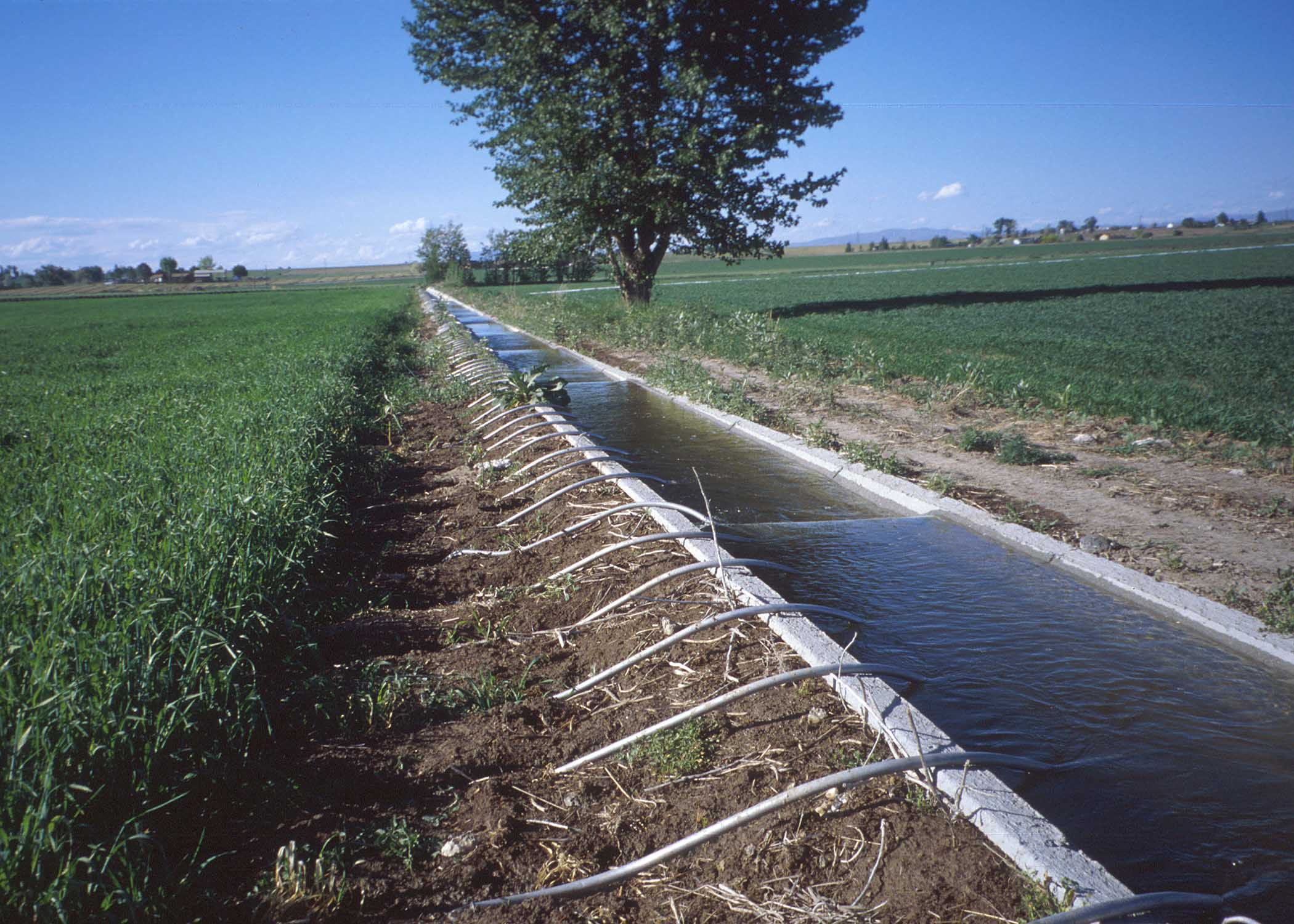
Підґрунтове
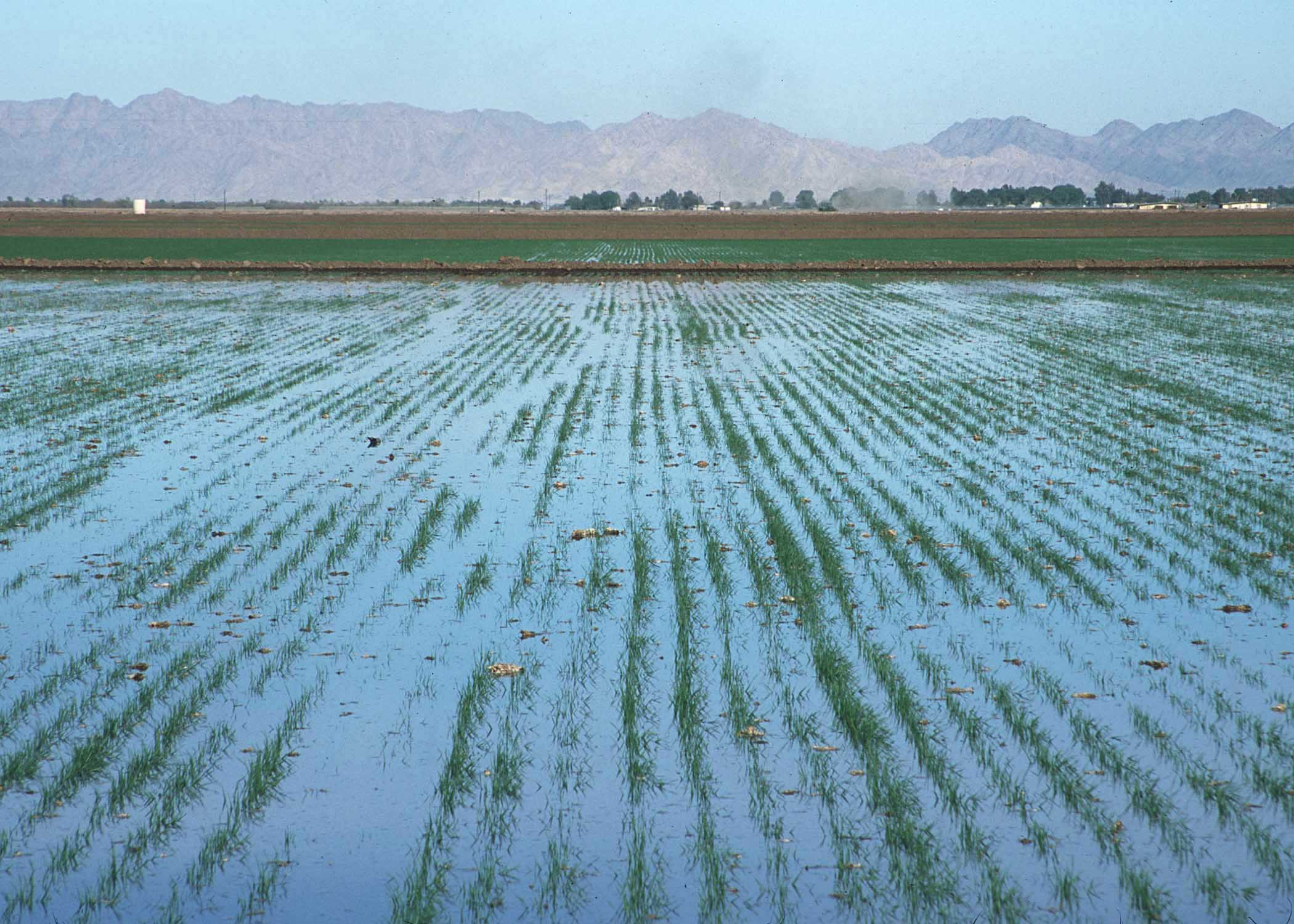
Лиманне

### Технологія
Особливість обробітку ґрунту на зрошуваних землях полягає у виконанні спеціальних заходів щодо підготовки його до поливу, післяполивного розпушування міжрядь у посівах просапних культур, внесення добрив і гербіцидів з поливною водою. Одне з головних завдань механічного обробітку — регулювання водопроникності ґрунту і створення оптимальної аерації орного й підорного шарів, оскільки під час зрошення ґрунт ущільнюється, а на його поверхні може утворитися кірка. За певних умов після багаторічного зрошення в підорному шарі утворюється ущільнений прошарок, який час від часу слід розпушувати культивацією.
Обробіток ґрунту — ефективний захід активізації мікробіологічної діяльності та поживного режиму рослин, тому в умовах зрошення за допомогою його створюють родючий шар з оптимальними фізичними, хімічними й біологічними показниками. Особливості обробітку ґрунту в умовах зрошення полягають також у виконанні спеціальних заходів з підготовки ґрунту до поливу, в післяполивному обробітку, певному поєднанні обробітку з поливами та внесенням добрив. Взаємодія обробітку ґрунту й полив сприяють ефективній боротьбі з бур'янами, шкідниками та хворобами, значно змінюючи їх склад і розвиток.
Зрошення — одна з головних умов інтенсифікації сільськогосподарського виробництва, тому правильний обробіток ґрунту повною мірою сприяє цьому процесу. Численні поливи, особливо легких ґрунтів, можуть спричинити втрату найрухоміших форм азоту (нітратів) у зв'язку з вимиванням їх за межі кореневмісного шару. При систематичному поливі сільськогосподарських культур збільшується їх засміченість, помітно змінюється видовий склад бур'янів.
При тривалому зрошенні ґрунти набувають ознак лужності, що виявляється у збільшенні глибини гумусового горизонту, горіхуватості та призмоподібності, змінах гранулометричного складу, зниженні лінії скипання карбонатів. При поливах, особливо інтенсивних, руйнується структура ґрунту, він розпилюється, внаслідок чого після кожного циклу перезволоження на поверхні ґрунту з'являється щільна злита кірка. Зрошувані ґрунти ущільнюються швидше і більше, ніж незрошувані, заростають бур'янами, тому їх необхідно обробляти частіше й глибше.
Основне і поточне планування рельєфу поля. Вирівнювання поверхні ґрунту на зрошуваних ділянках необхідне для рівномірного розподілу води по площі. Вирівняність поверхні поля — найважливіша умова рівномірного вологозабезпечення орного шару, економічної витрати води.
При освоєнні ділянок під зрошення проводять капітальне (основне), а під час підготовки до поливу кожної ділянки сівозміни — поточне планування. Воно полегшує техніку поливу, сприяє рівномірному розподілу води на всій поверхні, поліпшує механізацію польових робіт, підвищує продуктивність праці. Капітальне планування проводять для вирівнювання поверхні, тобто для усунення наявних на полі природних нерівностей рельєфу (знижень, горбів тощо). Таке планування є інженерним заходом. Його здійснюють за спеціально складними проєктами, застосовуючи комплекс планувальних машин (скрепери, планувальники), і, як правило, виконують тільки один раз.
Капітальне планування, при якому вирівнюють природні нерівності рельєфу, забезпечує можливість рівномірного зволоження поля, а при поверхневих способах поливу, крім того, зменшує витрати поливної води, дає змогу подовжити поливні борозни й смуги у 2-3 рази, підвищити продуктивність праці та врожайність сільськогосподарських культур. При капітальному плануванні, яке виконують одночасно з нарізуванням постійної розподільчої мережі, зрізують горби, засипають низини, ліквідують зворотні схили. При плануванні враховують насамперед спосіб поливу культур. Слід зазначити, що надмірне зрізування ґрунту значно зменшує товщину найродючішого шару або зовсім оголює підорний шар, що призводить до нерівномірного розвитку і достигання рослин та зниження врожайності.
Після планування здійснюють заходи вирівнювання родючості ґрунту на полі. У місцях неглибоких зрізів вносять додаткову кількість мінеральних добрив, а там, де ґрунт зрізали більше, — органічних або органо-мінеральних. Після цього на все поле вносять добрива і проводять глибоку оранку. Для поліпшення і вирівнювання родючості ґрунту застосовують також сидерацію і фітомеліорацію. У перший рік краще вирощувати однорічні бобові культури, оскільки після осідання нагорнутої землі в знижених місцях може виникнути необхідність у додатковому плануванні. Наступного року вирощують багаторічні трави, які менше реагують на строкатість родючості ґрунту і сильніше, ніж інші культури, окультурюють ґрунт. Щоб запобігти строкатості родючості ґрунту, яка виникає при глибоких зрізуваннях його, спочатку знімають верхній родючий шар, вирівнюють оголений підорний шар, а потім родючий ґрунт знов наносять на вирівняну площу. Саме так часто роблять при створенні рисових чеків.
З часом рельєф, створений при капітальному плануванні, порушується, особливо на рисових чеках. Щоб запобігти цьому, проводять відновлювання, або ремонтне планування. Здебільшого це здійснюється один раз за ротацію сівозміни в агромеліоративному полі. Щоб не допустити ущільнення ґрунту, необхідно щорічно змінювати глибину зяблевого обробітку ґрунту і підтримувати поливами вологість його на належному рівні.

## Недоліки
Під впливом зрошення чорноземах змінюються водний, сольовий, тепловий, мікробіологічний, газовий і поживний режими, відбуваються нові, не властиві досі чорноземам, процеси (підняття рівня ґрунтових вод, підтоплення, вторинне засолення, осолонцювання, підлуження, винесення поживних речовин і зокрема кальцію, погіршення фізичного стану), що спричиняє формування певних негативних властивостей.
Зрошувальне землеробство викликає цілу низку негативних екологічних наслідків. Головними з них є:
- іригаційна ерозія;
- накопичення агроіррійного культурного горизонту ґрунтів;
- вторинне засолення ґрунтів;
- заболочування ґрунтів;
- забруднення поверхневих і підземних вод;
- обміління річок;

Вторинне засолення — головний наслідок зрошення земель в умовах аридного клімату. Воно пов'язане з підйомом мінералізованих ґрунтових вод до земної поверхні. Ґрунтові води, що містять солі, починають при цьому інтенсивно випаровуватися, в результаті чого ґрунт насичується надмірною кількістю солей. Гостра екологічна проблема зрошуваного землеробства — забруднення поверхневих та ґрунтових вод. Це результат поливу угідь і використання води для розсоленням ґрунтів. Більшість річок, води яких використовуються для зрошення мають мінералізацію 0,2-0,5 г/л. Проблеми засолення ґрунтів і вод поглиблюються застосуванням мінеральних добрив.

## Іригація за країнами
Кожна друга система зрошення у світі — продукція Valmont Industries

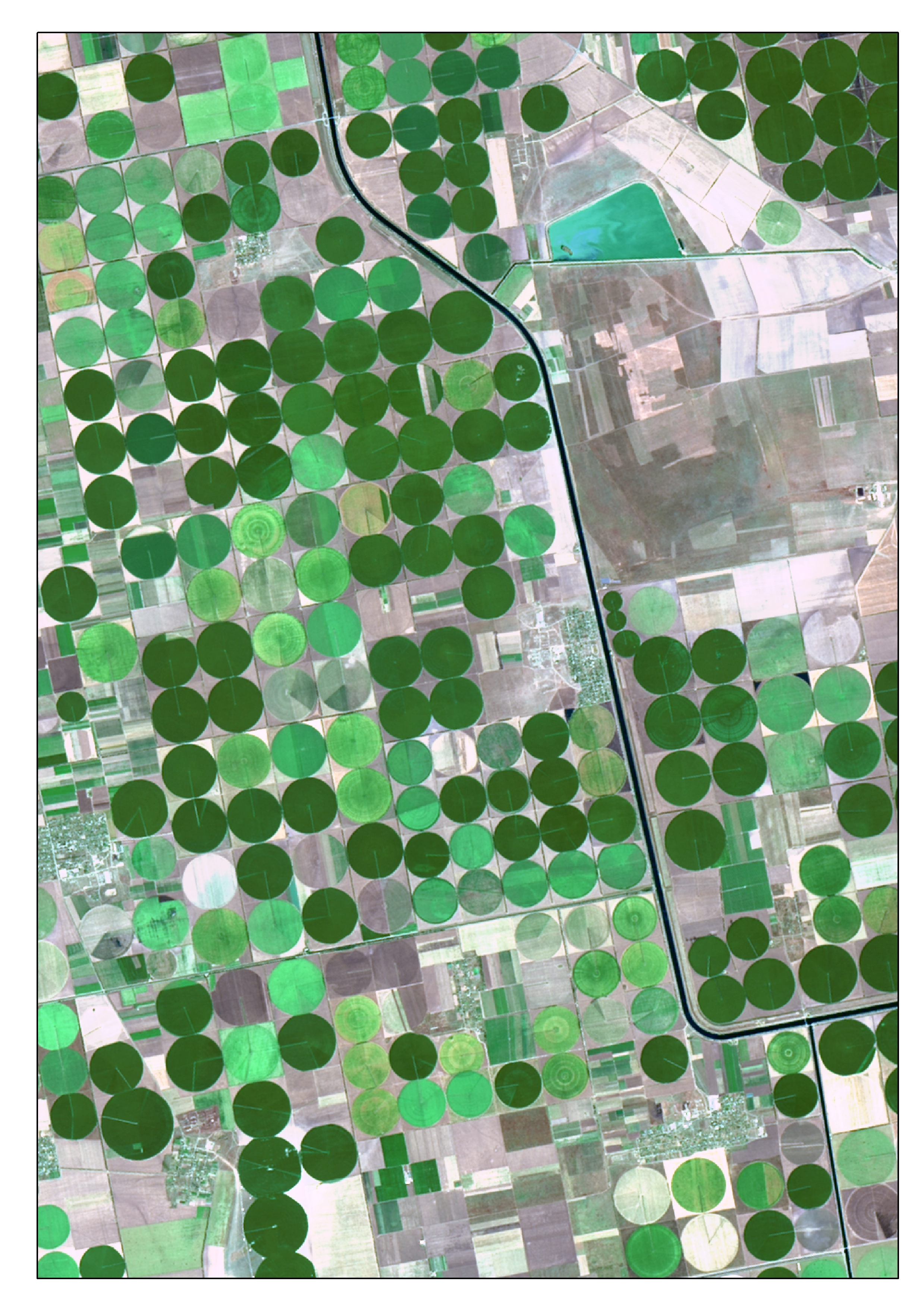
Супутникове зображення зрошуваних полів та системи іригації Каховського зрошувального каналу отримане супутником Landsat 8

| Площа зрошувальних земель в окремих країнах світу (кінець 1990-х років), млн га | Площа зрошувальних земель в окремих країнах світу (кінець 1990-х років), млн га | Площа зрошувальних земель в окремих країнах світу (кінець 1990-х років), млн га | Площа зрошувальних земель в окремих країнах світу (кінець 1990-х років), млн га |
| Країна                                                                          | Площа                                                                           | Країна                                                                          | Площа                                                                           |
| ------------------------------------------------------------------------------- | ------------------------------------------------------------------------------- | ------------------------------------------------------------------------------- | ------------------------------------------------------------------------------- |
| КНР                                                                             | 44,4                                                                            | Японія                                                                          | 3,3                                                                             |
| Індія                                                                           | 42,1                                                                            | Іспанія                                                                         | 3,1                                                                             |
| США                                                                             | 18,1                                                                            | Італія                                                                          | 3,3                                                                             |
| Пакистан                                                                        | 16,1                                                                            | Єгипет                                                                          | 2,6                                                                             |
| Росія                                                                           | 5,7                                                                             | Бразилія                                                                        | 2,5                                                                             |
| Індонезія                                                                       | 5,3                                                                             | Аргентина                                                                       | 1,7                                                                             |
| Мексика                                                                         | 5,1                                                                             | Ірак                                                                            | 1,7                                                                             |
| Узбекистан                                                                      | 4,1                                                                             | Болгарія                                                                        | 1,3                                                                             |
| Румунія                                                                         | 3,4                                                                             | ПАР                                                                             | 1,2                                                                             |

| Зрошування в Україні            | Зрошування в Україні            | Зрошування в Україні            |
| Площі зрошуваних земель, млн га | Площі зрошуваних земель, млн га | Площі зрошуваних земель, млн га |
| ------------------------------- | ------------------------------- | ------------------------------- |
| всіх земель                     | орних земель                    | чорноземів                      |
| 2,5                             | 2,4                             | 1,6                             |

## Виклики та проблеми

### Вплив на навколишнє середовище
Негативні наслідки часто супроводжують екстенсивне зрошення. Деякі проекти, які відводили поверхневі води для зрошення, висушили джерела води, що призвело до більш екстремального регіонального клімату. Проєкти, які покладалися на підземні води та викачували занадто багато з підземних водоносних горизонтів, спричинили просідання ґрунту і засолення ґрунтів. Засолення зрошувальної води, своєю чергою, завдавало шкоди врожаю і просочувалося у питну воду. Шкідники та патогени також процвітали в зрошувальних каналах або ставках зі стоячою водою, що створювало регіональні спалахи таких захворювань, як малярія та шистосомоз. Уряди також використовували іригаційні схеми для заохочення міграції, особливо більш бажаного населення в регіон. Крім того, деякі з цих великих загальнонаціональних схем взагалі не окупилися, коштуючи більше, ніж будь-яка вигода, отримана від підвищення врожайності культур.
Овердрафтинг (виснаження) підземних водоносних горизонтів: у середині XX століття поява дизельних та електричних двигунів призвела до появи систем, які могли викачувати підземні води з основних водоносних горизонтів швидше, ніж дренажні басейни могли їх наповнювати. Це може призвести до постійної втрати потужності водоносного горизонту, зниження якості води, осідання ґрунту та інших проблем. Це явище загрожує майбутньому виробництву продуктів харчування в таких регіонах, як Північно-Китайська рівнина, регіон Пенджаб в Індії та Пакистані, а також Великі рівнини США.
Вплив іригації на довкілля пов'язаний зі зміною кількості та якості ґрунту і води в результаті зрошення і подальшим впливом на природні та соціальні умови в річкових басейнах і нижче за течією від іригаційної системи. Вплив зумовлений зміною гідрологічних умов, спричиненою будівництвом та експлуатацією іригаційної системи.

### Технічні проблеми

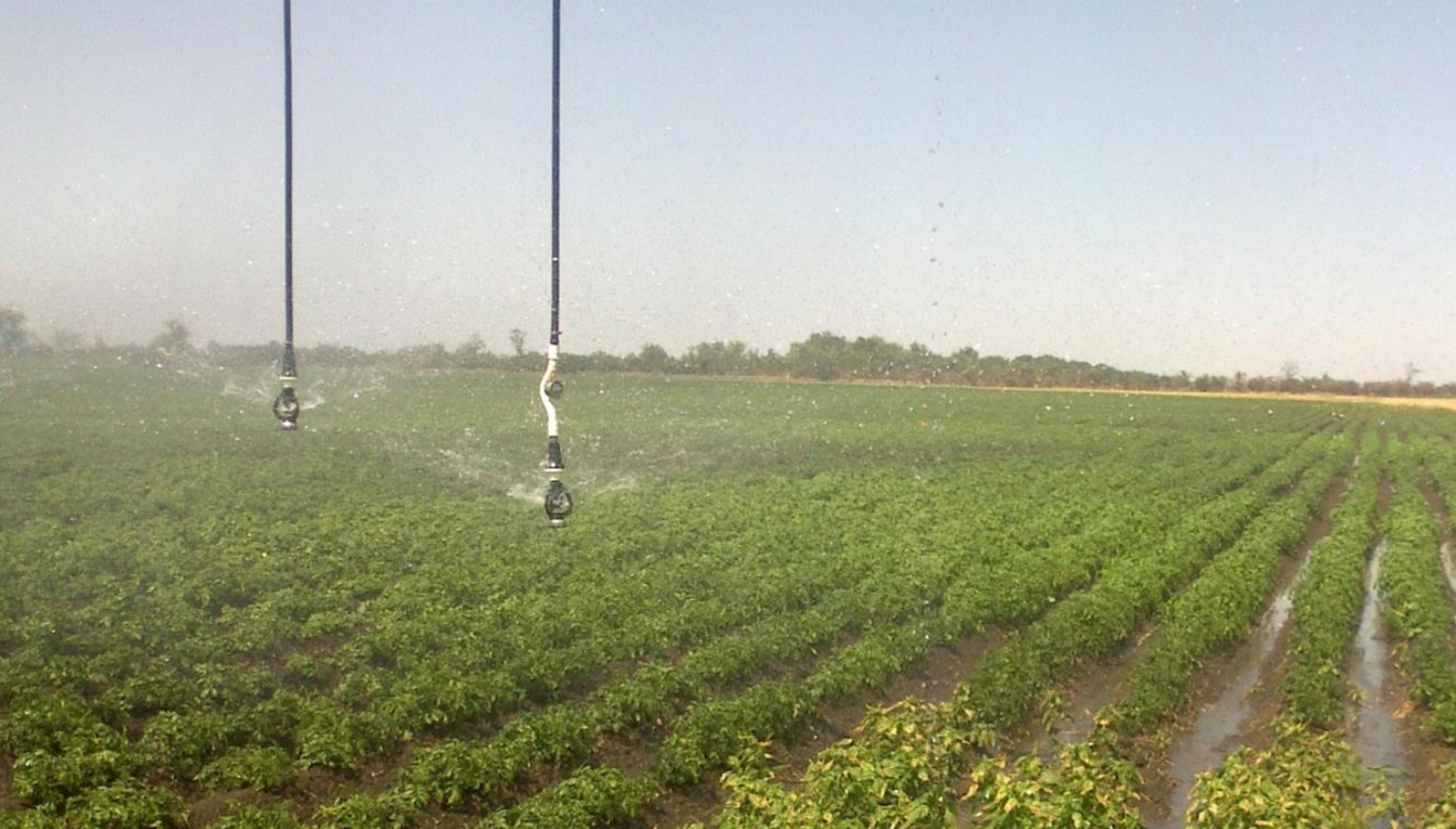
Нерівномірне зволоження ґрунту під час дощування. Через пониження мікрорельєфу утворилися осередки перезволоженого ґрунту, калюжі, і рослини картоплі виявилися пригнобленими (внизу праворуч)

Іригаційні схеми передбачають вирішення численних інженерних та економічних проблем при мінімізації негативних екологічних наслідків. До таких проблем належать:
- Осідання ґрунту (наприклад, Новий Орлеан, Луїзіана)
- Недостатній полив або полив, що дає лише достатню кількість води для рослини (наприклад, крапельне зрошення), погано контролює засоленість ґрунту, що призводить до підвищення засоленості ґрунту з подальшим накопиченням токсичних солей на поверхні ґрунту в районах із високим рівнем випаровування. Це вимагає або вилуговування для видалення цих солей, або методу дренажу для видалення солей. При використанні крапельних ліній вилуговування краще проводити регулярно через певні проміжки часу (з невеликим надлишком води), щоб сіль вимивалася назад під корінням рослин.[27]
- Надмірне зрошення через погану рівномірність розподілу або управління призводить до втрат води, хімікатів і може призвести до забруднення води.[28]
- Глибокий дренаж (внаслідок надмірне зрошення) може призвести до підвищення рівня ґрунтових вод, що в деяких випадках може спричинити проблеми засолення іригаційних вод, які потребують контролю рівня ґрунтових вод за допомогою певної форми підземного дренажу.[29][30] Наприклад, в Австралії надмірний забір прісної води для інтенсивного зрошення призвів до того, що 33 % земельних площ опинилися під загрозою засолення.[31]
- Нестійкість фронту дренажу, також відома як в'язкий фінгерлінг, за якої нестійкий фронт дренажу призводить до утворення пальців і в'язких насичених зон.
- Зрошення солоною водою або водою з високим вмістом натрію може пошкодити структуру ґрунту через утворення лужного ґрунту.
- Засмічення фільтрів: водорості можуть забити фільтри, краплинні установки та форсунки. Для боротьби з водоростями в іригаційних системах можна використовувати хлорування, альгіцид, ультрафіолетові та ультразвукові методи.
- Складнощі в точному вимірі ефективності зрошення, яка змінюється в часі та просторі, за допомогою таких показників, як продуктивність, ефективність, справедливість і адекватність.[32]
- Макроіригація, характерна для інтенсивного сільського господарства, де також використовуються агрохімікати, часто спричиняє евтрофікацію.

### Соціальні аспекти
- Конкуренція за права на поверхневі води[33] та захист території.
- Допомога дрібним землевласникам у сталому та спільному управлінні технологією зрошення та змінами в технологіях.[34]